# La morsa
La morsa è una commedia, o, come dice lo stesso autore Luigi Pirandello,   un «epilogo in un atto», scritta nel 1892.
Il tema del dramma sarà ripreso in una novella La paura del 1897. La morsa fu pubblicata con il titolo di Epilogo nel 1898 nella rivista fondata dallo stesso Pirandello: Ariel.
La prima rappresentazione della commedia si ebbe a Roma, al Teatro Metastasio, il 9 dicembre 1910, ad opera della Compagnia del "Teatro minimo" diretta da Nino Martoglio che la mise in scena assieme all'atto unico Lumie di Sicilia
Con il titolo La morsa la commedia è stata inserita nel XX Volume di Maschere nude (Milano, 1926)

## Trama
La vera protagonista della commedia è Giulia, donna sincera e appassionata, che si trova all'epilogo della sua relazione adulterina con l'amante Antonio. Il marito Andrea ha scoperto i due amanti e vuole vendicarsi di entrambi stringendoli in una morsa di accuse.
In un dialogo serrato con la moglie, Andrea finge all'inizio di non sapere nulla ma con un incalzante gioco di allusioni e mezze parole, all'improvviso rivela la sua scoperta e violentemente incalza la moglie sopraffatta ed attonita, incapace di difendersi dalle accuse del marito, pure lui in fondo colpevole per averla trascurata.
Giulia rimane sola di fronte alla volontà di vendetta di Andrea perché le viene a mancare anche il sostegno dell'amante Antonio che vigliaccamente l'abbandona alla furia del marito.
Andrea caccia la moglie di casa proibendole di vedere per l'ultima volta i suoi figli e quando Giulia, che pure dice di continuare ad amarlo, disperata minaccia di uccidersi con indifferenza la incita a farlo.
Un colpo di pistola risuona nella stanza dove Giulia sconvolta è andata togliersi la vita e al sopraggiunto Antonio, Andrea dirà: «Tu l'hai uccisa!».

## Edizioni
- Luigi Pirandello, Maschere nude, a cura di Italo Zorzi e Maria Argenziano, Newton Compton Editori, 2007